# Улица Князей Острожских (Киев)
Улица Князей Острожских — улица в Печерском районе города Киева, местность Липки. Пролегает от Арсенальной площади до улицы Генерала Алмазова.
К улице примыкают Крестовый переулок, Бутышев переулок и Инженерный переулок, улицы Михаила Грушевского, Ивана Мазепы, Левандовская улица, Михаила Омельяновича-Павленко, Лейпцигская, Резницкая, Рыболовная, Панаса Мирного, Цитадельная, а также Кловский спуск.

## История
18 декабря 1708 года при первом разделении государства на губернии образована Киевская губерния с губернским городом Киевом. Улица с нынешним названием возникла после сооружения в 1708 году Старой Печерской крепости, как улица на пути в столицу Русского царства Москву, частью которого был Киев.
Уже к середине XIX века до возведения Новой Печерской крепости улица была главной улицей Печерска. В 1905 году по улице были проложены трамвайные пути.
В 1922 году улица была переименована в улицу имени Арсенала. В 1936 году название улицы стало улица им. С. Каменева. В 1937 году улица стала имени Щорса, с 1944 по 2022 носила название Московская улица. Депутаты Киевского городского совета 8 сентября 2022 года проголосовали решение о переименовании улицы в честь Князей Острожских

## Здания
- № 2 — производственные мастерские завода «Арсенал»;
- № 3 — Центр художественного и технического творчества «Печерск»;
- № 4 — сооружения завода «Арсенал»;
- № 5 — особняк Петра Нестерова;
- № 8 — завод «Арсенал»;
- № 22 — казармы Жандармского полка;
- № 30 — Печерское РУ ГУ МВД Украины;
- № 31/33 — кинотеатр «Звездный»;
- № 40-б — Музей украинской диаспоры
- № 42 — Введенский монастырь;
- № 45 — Военный институт телекоммуникаций и информатизации НТУУ «КПИ».